# Saint-Étienne-de-Beauharnois
Saint-Étienne-de-Beauharnois es un municipio de la provincia de Quebec en Canadá. Es una de las ciudades pertenecientes al condado regional de Beauharnois-Salaberry y, a su vez, a la región de Vallée-du-Haut-Saint-Laurent en Montérégie.

## Geografía
El territorio de Saint-Étienne-deBeauharnois se encuentra entre la ciudad de Beauharnois al norte, Sainte-Martine al este, Très-Saint-Sacrement al sureste, Saint-Louis-de-Gonzague al suroeste y Salaberry-de-Valleyfield al oeste. Tiene una superficie total de 62,21 km² cuyos 57,59 son tierra firme.

## Política
Está incluso en el MRC de Beauharnois-Salaberry. El consejo municipal está compuesto por 6 consejeros sin división territorial. El alcalde actual (2015) es Gaétan Ménard. Forma parte de las circunscripciones electorales de Beauharnois a nivel provincial y de Beauharnois−Salaberry a nivel federal.

## Demografía
Según el censo de Canadá de 2011, había 806 personas residiendo en esta ciudad con una densidad de población de 19,8 hab./km². Los datos del censo mostraron que de las 774 personas censadas en 2006, en 2011 hubo un aumento de 32 habitantes (4,1 %). El número total de inmuebles particulares resultó de 319. El número total de viviendas particulares que se encontraban ocupadas por residentes habituales fue de 307.